# Ryszard Rynkowski
Ryszard Rynkowski (ur. 9 października 1951 w Elblągu) – polski piosenkarz, kompozytor, pianista, melorecytator, aktor i przedsiębiorca. W latach 1978–1987 wokalista zespołu Vox, od 1987 artysta solowy. 

## Życiorys

### Początki kariery
W dzieciństwie uczył się gry na fortepianie, najpierw u organisty z rodzinnej parafii, a następnie w podstawowej szkole muzycznej. Później muzykował w amatorskich zespołach Elbląga. W latach 1967–1970 uczył się w I Liceum Ogólnokształcącym w Elblągu, gdzie prowadził kabaret Tak To Bywa. Z kabaretem tym w 1968 na Przeglądzie Zespołów Szkolnych Polski Północnej zajął 2. miejsce. Studiował w Wyższej Szkole Nauczycielskiej w Olsztynie.
Muzycznie zadebiutował z grupą El w 1972 na V Festiwalu Kultury Studenckiej w Olsztynie. W 1973 przeniósł się do Warszawy oraz rozpoczął współpracę m.in. z Operetką Warszawską i Teatrem na Targówku.
W latach 1977–1978 był pianistą Grupy Bluesowej Gramine. W tym samym czasie napisał muzykę do spektaklu Rapsod Polski, który został wystawiony w Pruszkowie k. Warszawy przez grupę teatralną pod kierunkiem Bolesława Jastrzębskiego z akompaniamentem zespołu VIP. Następnie pracował w zespole Victoria Singers, który w 1978 zmienił nazwę na Vox. Jest twórcą wielu utworów tego zespołu, m.in.:
- Masz w oczach dwa nieba (III nagroda na KFPP Opole ’79),
- Bananowy song (nagrodzony Brązową Lirą na festiwalu w Bratysławie w 1980),
- Szczęśliwej drogi już czas.

### Kariera solowa

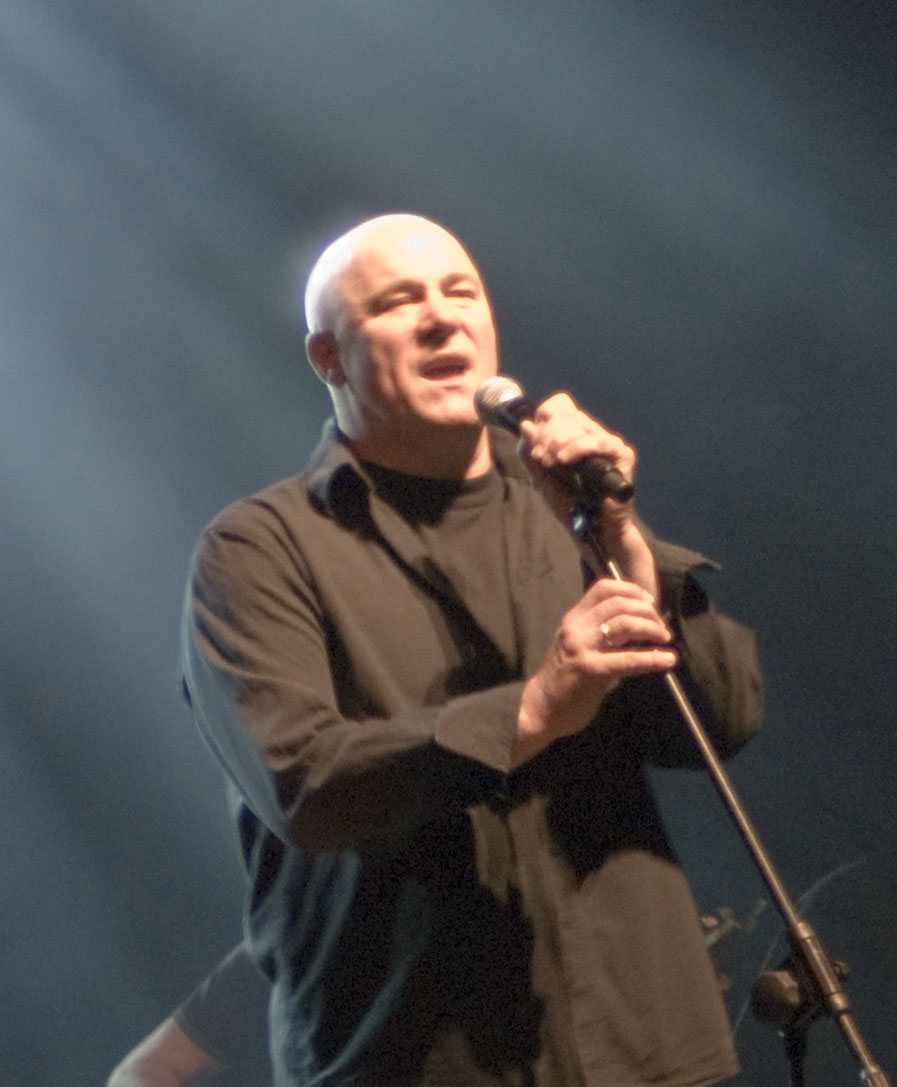
Rynkowski (2008)

Po rozstaniu z grupą Vox w 1987 rozpoczął karierę solową. Jest wieloletnim laureatem Krajowego Festiwalu Piosenki Polskiej w Opolu, który wygrał w latach 1979, 1989, 1990 oraz 1994.
W 1988 roku wziął udział w nagraniu longplaya Smerfy oraz albumu Jacka Skubikowskiego Papuga Gaduła. W 1993 wystąpił w roli tytułowej w musicalu Pan Twardowski. W 2001 został nagrodzony Fryderykiem jako wokalista roku.

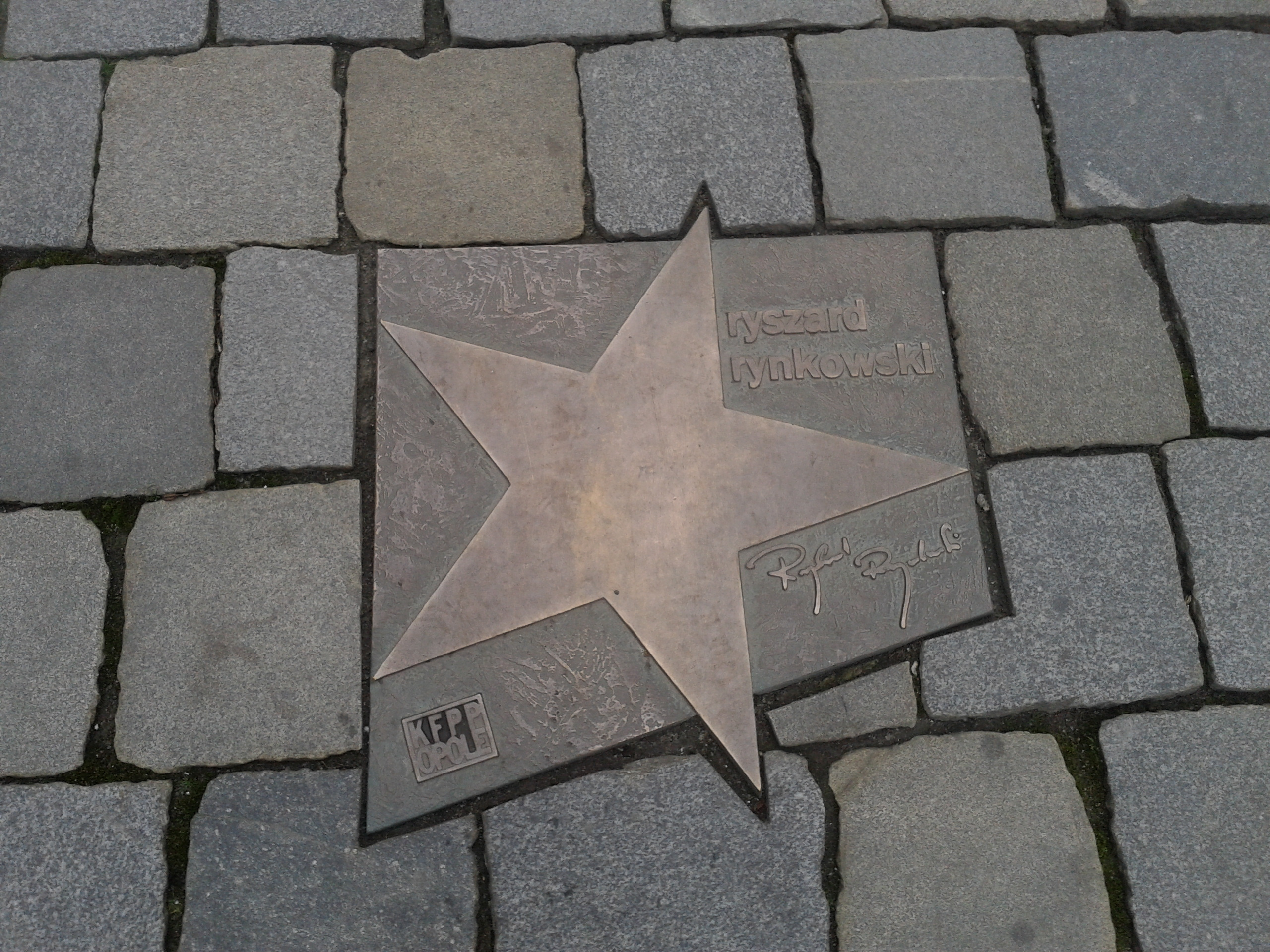
Gwiazda Ryszarda Rynkowskiego w Opolu

W 2011 wziął udział w nagraniu utworu „Mazurski cud”, powstałego w ramach akcji Mazury Cud Natury, promującego region Mazur.
Wystąpił w widowisku 16.12.1981 (reż. Łukasz Kobiela), które odbyło się w 30. rocznicę pacyfikacji kopalni „Wujek” w Katowicach.

## Życie prywatne
Jest synem byłego kierownika elbląskiej filii firmy Herbapol i gospodyni domowej. W 1973 poślubił Hannę (zm. 1996), z zawodu dziennikarkę, z którą ma córkę, Martę (ur. 1978). W 2006 ożenił się z Edytą (ur. 1973), z którą ma syna, Ryszarda juniora (ur. 2008). Ma dwóch wnuków.
W 2002 radni Elbląga przyznali mu honorowe obywatelstwo miasta Elbląga.
W 2005 wsparł kampanię wyborczą Prawa i Sprawiedliwości, uczestnicząc w cyklu koncertów Wiosna Polaków.
W 2011 został członkiem zarządu Centrum Rehabilitacji Novamed, którego jest współwłaścicielem.

### Kontrowersje
W nocy z 15 na 16 listopada 2016 przed swoim domem groził rodzinie popełnieniem samobójstwa. Po kilkuminutowej rozmowie uspokoił się i oddał naładowany ostrą amunicją pistolet w ręce policji.
14 czerwca 2025 w Brodnicy spowodował kolizję drogową, uderzając w samochód jadący z naprzeciwka podczas podejmowania próby wyprzedzania. Policja poinformowała, że w chwili zdarzenia miał 1,6 promila alkoholu w wydychanym powietrzu. W tym dniu z racji tego wypadku odwołany został jego występ na koncercie jubileuszowym Jacka Cygana podczas 62. Krajowego Festiwalu Piosenki Polskiej w Opolu.

## Dyskografia
| 1991                            | Szczęśliwej drogi już czas - Data: 1991 - Wydawca: Polskie Nagrania Muza        | –  |                      |
| 1991                            | Una Luz en la Oscuridad - Data: 1991 - Wydawca: Vede Records                    | –  |                      |
| 1993                            | Jedzie pociąg z daleka - Data: 1993 - Wydawca: Agencja Artystyczna MTJ          | –  |                      |
| 1995                            | Kolędy. Dziś nadzieja rodzi się - Data: 1995 - Wydawca: Agencja Artystyczna MTJ | –  |                      |
| 1998                            | Jawa - Data: 30 marca 1998 - Wydawca: Pomaton EMI                               | –  | - złota płyta        |
| 2000                            | Dary losu - Data: 1 grudnia 2000 - Wydawca: Pomaton EMI                         | 6  | - 2x platynowa płyta |
| 2001                            | Intymnie (album na żywo) - Data: 3 grudnia 2001 - Wydawca: Pomaton EMI          | 3  | - platynowa płyta    |
| 2002                            | Kolędy - Data: 16 listopada 2002 - Wydawca: Pomaton EMI                         | 30 |                      |
| 2003                            | Ten typ tak ma - Data: 27 listopada 2003 - Wydawca: Pomaton EMI                 | 3  |                      |
| 2009                            | Zachwyt - Data: 13 marca 2009 - Wydawca: Pomaton EMI                            | 4  | - złota płyta        |
| 2011                            | Ryszard Rynkowski - Data: 24 maja 2011 - Wydawca: EMI Music Poland              | 42 |                      |
| 2012                            | Razem - Data: 27 listopada 2012 - Wydawca: EMI Music Poland                     | –  | - złota płyta        |
| „–”: pozycja nie była notowana. |                                                                                 |    |                      |

| 1998                           | Złota kolekcja – Inny nie będę - Data: 16 listopada 1998 - Wydawca: Pomaton EMI | 13 | - 2x platynowa płyta |
| 2005                           | Złota kolekcja – Śpiewająco - Data: 1 października 2005 - Wydawca: Pomaton EMI  | –  |                      |
| „–” pozycja nie była notowana. |                                                                                 |    |                      |

| Rok  | Tytuł                 | Pozycja na liście |
| Rok  | Tytuł                 | LP3               |
| ---- | --------------------- | ----------------- |
| 2001 | Dziewczyny lubią brąz | 35                |

| Rok  | Tytuł                | Pozycja na liście |
| LP3  |                      |                   |
| ---- | -------------------- | ----------------- |
| 1997 | Wznieś serce         | 37                |
| 1998 | Dobry dzień          | 44                |
| 2001 | Za młodzi, za starzy | 37                |
| 2001 | Intymnie             | 41                |

## Musicale
- Pan Twardowski – musical, P 1993 Polonia Records, Polonia CD 014.

## Filmografia
| Rok  | Tytuł                                              | Rola                          |
| ---- | -------------------------------------------------- | ----------------------------- |
| 2000 | Zaduszki narodowe 2000. Sybir, ostatnie pożegnanie |                               |
| 1991 | V.I.P.                                             | „Fuks”, bandzior pana Jerzego |
| 1990 | Zabić na końcu                                     | Piosenkarz                    |
| 1988 | Alchemik                                           | Trubadur                      |
| 1988 | Alchemik Sendivius (miniserial)                    | Trubadur                      |

## Odznaczenia
- Order Uśmiechu (2002)[50]
- Krzyż Kawalerski Orderu Odrodzenia Polski (2010)[51]
- Srebrny Medal „Zasłużony Kulturze Gloria Artis” (2015)[52]